# Рамалінґам Патхмараджа
Рамалінґам Патхмараджа (14 лютого 1948) — малайзійський хокеїст на траві.
Бронзовий призер Азійських ігор 1974 року.